# Jacky et Célestin
Jacky et Célestin est une série de bande dessinée jeunesse belge créée par Peyo, publiée de 1961 en 1962 dans Le Soir illustré, avec comme dessinateur Will, qui assure entièrement  la création graphique (pour les personnages comme pour les décors).
La série est également publiée en 1963 dans La Dernière Heure, avec comme dessinateur Jo-El Azara, et de 1963 en 1968 dans le Journal de Spirou, avec comme scénaristes (jusqu'en 1964) Vicq, Derib, Gos, Roger Leloup et comme dessinateurs François Walthéry et Francis.
Dupuis édite les aventures en quatre albums dans la collection « Péchés de jeunesse », entre 1980 et 1985.

## Descriptions

### Synopsis
Jacky et Célestin sont des adolescents, qui s'amusent à enrôler des policiers pour affronter des malfaiteurs les plus redoutables.

### Personnages
- Jacky : il est roux, ne se sépare jamais de sa casquette de baseball.
- Célestin : il est brun, porte parfois un bonnet avec pompon.
- Commissaire Boursu : Fumeur de pipe, il est, quand il le veut, à l'écoute de Jacky et Célestin.

## Analyse
En 1960, après avoir donné naissance à Benoît Brisefer, Peyo crée deux personnages adolescents aventureux Jacky et Célestin pour Le Soir Illustré. Ayant deux nouvelles séries sur les bras et ne pouvant plus suivre le rythme ainsi imposé, il contacte Will pour s'occuper du dessin de Jacky et Célestin. Ce dernier vient de quitter son poste de directeur artistique du périodique Tintin et n'est pas pressé de reprendre sa propre série Tif et Tondu : il accepte la proposition. En binome avec le dessinateur Jo-El Azara, il lance donc la première aventure des deux adolescents : Des fleurs pour mon Lüger apparaît dans Le Soir Illustré, en cette même année 1960. Jo-El Azara va collaborer avec Will sur la série de 1961 à 1963.
En avril 1964, afin de remplacer Jo-El Azara, Peyo confie la série à son assistant François Walthéry. Bien que ce dernier quitte temporairement le studio en décembre (pour effectuer son service militaire pendant un an), il peut continuer à dessiner la série grâce à des supérieurs compréhensifs. Vicq, Derib et Gos collaborent à l'écriture aux côtés de François Walthéry.
En 1966, Francis remplace François Walthéry, avec Roger Leloup en tant que scénariste et décorateur pour l'avant-dernier épisode, Un barbu a disparu, paru en 1967,.

## Publications

### Revues
| Épisode | Épisode                   | Nombre de pages | Scénario        | Dessin            | Publication en feuilletons | Publication en feuilletons | Publication en feuilletons | Résumé {remarque} |
| No      | Titre                     | Nombre de pages | Scénario        | Dessin            | Périodique                 | De                         | À                          | Résumé {remarque} |
| ------- | ------------------------- | --------------- | --------------- | ----------------- | -------------------------- | -------------------------- | -------------------------- | ----------------- |
| 1       | Des fleurs pour mon Lüger | 44              | Peyo            | Jo-El Azara Will  | Le Soir Illustré           | 1960                       | 1961                       |                   |
| 2       | La Ceinture noire         | 44              | Peyo            | Jo-El Azara Will  | Le Soir Illustré           | 1961                       | 1962                       |                   |
| 3       | Un biniou jouera ce Soir  | 44              | Peyo            | Jo-El Azara Will  | Le Soir Illustré           | 1962                       | 1963                       |                   |
| 4       | Et que ça saute           |                 | Peyo            | Jo-El Azara       | La Dernière Heure          | 1963                       |                            |                   |
| 5       | Vous êtes trop bon !      | 44              | Peyo Vicq       | François Walthéry | Journal de Spirou          |                            |                            |                   |
| 6       | Casse-tête-chinois        |                 | Peyo, Gos Derib | François Walthéry | Journal de Spirou          | 1964                       | 1965                       |                   |
| 7       | Le Chinois est rancunier  |                 | Gos             | François Walthéry | Journal de Spirou          |                            |                            |                   |
| 8       | Sur la piste du scorpion  |                 |                 | François Walthéry | Journal de Spirou          |                            |                            |                   |
| 9       | Aventures de M. Bouffu    |                 |                 | Francis           | Journal de Spirou          | 1966                       |                            |                   |
| 10      | Un barbu a disparu        |                 | Roger Leloup    | Francis           | Journal de Spirou          | 1967                       | 1968                       |                   |
| 11      | Les Penseurs de Rodin     |                 |                 | Francis           | Journal de Spirou          | 1968                       |                            |                   |

### Albums
- 1 Vous êtes trop bon !, Dupuis, « Péchés de jeunesse », 1980
Scénario : Vicq et Peyo - Dessin : François Walthéry -  (ISBN 2-8001-0683-2)
- 2 Casse-tête chinois, Dupuis, « Péchés de jeunesse », 1982
Scénario : Derib,Gos et Peyo - Dessin : François Walthéry -  (ISBN 2-8001-0797-9)
- 3 Le Chinois est rancunier, Dupuis, « Péchés de jeunesse », 1983
Scénario : Gos et Peyo - Dessin : François Walthéry -  (ISBN 2-8001-0980-7)
- 4 Sur la piste du Scorpion, Dupuis, « Péchés de jeunesse », 1985
Scénario : Peyo - Dessin : François Walthéry -  (ISBN 2-8001-1166-6)

### Intégrales
- 8 Intégrale Peyo, Rombaldi, 1989
Scénario et dessin : Peyo -  (ISBN 2-8001-1666-8)
- Jacky et Célestin, Noir Dessin Production, « Les classiques de la B.D. Belge », 2008
Scénario : Peyo - Dessin : François Walthéry -  (ISBN 2-87351-170-2)